# Acraea tenelloides
Acraea tenelloides är en fjärilsart som beskrevs av Edward Bagnall Poulton 1905. Acraea tenelloides ingår i släktet Acraea och familjen praktfjärilar. Inga underarter finns listade i Catalogue of Life.